# Pawian oliwkowy
Pawian oliwkowy, pawian anubis (Papio anubis) – gatunek ssaka naczelnego z podrodziny koczkodanów (Cercopithecinae) w obrębie rodziny koczkodanowatych (Cercopithecidae). 

## Zasięg występowania
Pawian oliwkowy występuje na północnym pasie sawanny od Mali, Gwinei i Sierra Leone do zachodniej Erytrei i Etiopii oraz na południe do północnej i wschodniej Demokratycznej Republiki Konga i północno-zachodniej Tanzanii; izolowane populacje występują w masywach Tibesti, Aïr i Ennedi na Saharze.

## Taksonomia
Gatunek po raz pierwszy zgodnie z zasadami nazewnictwa binominalnego opisał w 1827 roku francuski zoolog René Lesson, nadając mu nazwę Cynocephalus anubis. Miejsce typowe według oryginalnego opisu to Afryka (fr. D’Afrique), ograniczone do Nilu Górnego, w Afryce. Holotyp to niekompletna czaszka i kompletny szkielet samca (sygnatura MNHN-ZM-AC-A3910) ze zbiorów Muzeum Historii Naturalnej w Paryżu.
U P. anubis występują regionalne różnice w morfologii czaszki i kolorze umaszczenia; w związku z tym zaproponowano kilka podgatunków (np. tesselatum), ale obecnie (XXI wiek) żaden nie jest uznawany. To, czy niektóre formy zasługiwałyby na status podgatunku wymaga dalszych badań. Wszędzie tam, gdzie rozmieszczenie P. anubis nakłada się z rozmieszczeniem innych gatunków pawianów, występują strefy hybrydyzacji, co wskazuje na to, że P. anubis jest nadal w fazie aktywnej ekspansji. Tworzy on wąski obszar hybrydyzacji z P. hamadryas poniżej wodospadu rzeki Auasz i w innych miejscach znajdujących się w północnej Etiopii i środkowej Erytrei. Krzyżowanie się z P. cynocephalus stwierdzono we wschodniej części Parku Narodowego Tsavo i Parku Narodowym Amboseli w Kenii. Między dystryktem Laikipia, na północny wschód i wschód od góry Kenia, a dolnym biegiem rzeki Tana biegnącej wzdłuż wybrzeża Kenii istnieje klinalna strefa mieszańców P. anubis x P. cynocephalus. Pawiany w tym regionie, którego szerokość wynosi ponad 200 km, są gatunkami pośrednimi i trudno je przypisać do P. anubis lub P. cynocephalus (pawiany stają się coraz bardziej „żółtawe” w swoich fenotypach w kierunku wybrzeża Kenii). P. anubis z Erytrei i Etiopii posiada mitochondria dziedziczone po matce, które genetycznie są blisko spokrewnione z mitochondriami P. hamadryas. P. anubis z Kenii i Tanzanii posiada mitochondria blisko spokrewnione z mitochondriami P. cynocephalus, co wskazuje, że główną formą hybrydyzacji może być introgresja samców P. anubis. Mieszańce P. anubis x P. cynocephalus występują również sporadycznie w innych miejscach w obszarach kontaktu tych gatunków w Kenii i Tanzanii. Prawdopodobne jest, że P. anubis spowodował zmniejszenie się zasięgu występowania sąsiednich gatunków pawianów. Krzyżowanie się P. anubis z P. papio nie jest znane, ale jest prawdopodobne. Na wolności zaobserwowano nawet krzyżowanie się z Thempithecus gelada. 
Autorzy Illustrated Checklist of the Mammals of the World uznają ten takson za gatunek monotypowy.

### Etymologia
- Papio: fr. papión „pawian”, od hiszp. papion „pawian”; nazwa w nowoczesnej łacinie została zaadaptowana przez Buffona[26].
- anubis: w mitologii egipskiej Anubis (gr. Άνουβις Anoubis, łac. Anubis) był bogiem ściśle łączonym z mumifikacją i życiem pozagrobowym[27].

## Morfologia
Długość ciała (bez ogona) samic 50–70 cm, samców 55–90 cm, długość ogona samic 38–46 cm, samców 41–60 cm; masa ciała samic 14–18 kg, samców 22–30 kg. 

## Ekologia
Zamieszkuje różnorodne siedliska: tereny pustynne, sawanny, stepy i obszary leśne. Jest wszystkożerny, wykazuje duże zdolności przystosowawcze. Żyje w stadach 15–150 osobników. 

## Status zagrożenia
W Czerwonej księdze gatunków zagrożonych Międzynarodowej Unii Ochrony Przyrody i Jej Zasobów został zaliczony do kategorii LC (ang. least concern ‘najmniejszej troski’).